# John H. Flood
John H. Flood (24 giugno 1939 – 26 luglio 2016) è stato un politico statunitense.
È stato membro della camera dei rappresentanti del Massachusetts dal 1981 al 1991. Nel 1990 si è candidato come governatore del Massachusetts.